# Московский ансамбль современной музыки
Московский ансамбль современной музыки (МАСМ) — независимый музыкальный коллектив, нацеленный на продвижение произведений XX и XXI веков и поддержку современных композиторов.
Создан в 1990 году композитором Юрием Каспаровым при непосредственном участии композитора Эдисона Денисова.
На счету «Московского Ансамбля» более 600 мировых и российских премьер, принадлежащих композиторам разных поколений, среди которых классики Д. Шостакович, Н. Рославец, А. Мосолов, А. Шнитке и Э. Денисов (Россия), Э. Варез и Я. Ксенакис (Франция), Х. Лахенманн и В. Рим (Германия), Л. Андриссен и Т. Лувенди (Нидерланды), Л. Ноно и Л. Берио (Италия) и другие. Ансамбль выпустил около 40 компакт-дисков для ведущих мировых лейблов России, Франции, Великобритании, Нидерландов и Японии. Он участвовал в крупнейших международных фестивалях современной музыки в 23 странах мира (Австрия, Армения, Белоруссия, Великобритания, Германия, Грузия, Дания, Испания, Италия, Литва, Молдова, Нидерланды, Польша, Россия, Румыния, Словакия, Турция, Узбекистан, Украина, Финляндия, Франция, Чехия, Япония).
В 2009 году ансамбль стал лауреатом «Акции!» по поддержке российских театральных инициатив.